# Torino Film Festival 2020
Il direttore Stefano Francia di Celle ha presentato in data 11 novembre 2020, in diretta streaming, il 38º Torino Film Festival (TFF 38) che si è svolto dal 20 al 28 novembre 2020 ed è stato fruibile unicamente sulla piattaforma virtuale MYmovies.it. La giuria tutta femminile, senza il presidente.
Il programma si è articolato in varie sezioni: Torino 38, Torino 38 corti, Fuori concorso, Fuori concorso/Doc, Fuori concorso/Tracce di teatro, Fuori concorso/Corti, Fuori concorso/Film Commission Torino Piemonte, Fuori concorso/Premio Maria Adriana Prolo, Le stanze di Rol, TFFDoc/Internazionale, TFFDoc/Italiana, TFFDoc/Paesaggio, TFFDoc/Fuori concorso, Italiana.corti, Italiana.corti - Fuori concorso, Back to Life, Masterclass.

## Giurie

### Torino 38 e Torino 38 corti
- Waad Al-Kateab (Siria)
- Jun Ichikawa (Giappone)
- Paola Randi (Italia)
- Martina Scarpelli (Italia)
- Homayra Sellier (Iran)

### TFFdoc
- Stefano Cravero (Italia)
- Gaia Furrer (Italia)
- Paola Piacenza (Italia)

### Italiana.corti
- Martina Angelotti (Italia)
- Francesco Dongiovanni (Italia)
- Elisa Talentino (Italia)

## Selezione ufficiale

### Torino 38
- Botox, regia di Kaveh Mazaheri (Iran, Canada)
- Camp de maci, regia di Eugen Jebeleanu (Romania)
- Casa de antiguidades, regia di João Paulo Miranda Maria (Brasile, Francia)
- Eyimofe (This Is My Desire), regia di Arie Esiri e Chuku Esiri (Nigeria, Stai Uniti d'America)
- Hochwald, regia di Evi Romen (Austria, Belgio)
- Las Niñas, regia di Pilar Palomero (Spagna)
- Mickey on the Road, regia di Mian Mian Lu (Taiwan)
- Moving on, regia di Dan-bi Yoon (Corea del Sud)
- Regina, regia di Alessandro Grande (Italia)
- Sin señas particulares, regia di Fernanda Valadez (Messico, Spagna)
- The Evening Hour, regia di Braden King (Stati Uniti d'America)
- Wildfire, regia di Cathy Brady (Gran Bretagna, Italia, Irlanda)

### Torino 38 corti
- A Better You, regia di Eamonn Murphy (Irlanda)
- Before the Typhoon Comes, regia di Chen Yun (Cina)
- Just a Guy, regia di Shoko Hara (Germania)
- L'escale, regia di Pieter De Cnudde (Belgio)
- Los honores, regia di Sergio Barrejón (Spagna)
- Münhasir, regia di Yesim Tonbaz Güler (Turchia)
- My Sister's Mercy (Moja ljubimaja sestra spit eshche), regia di Vladimir Koptsev (Russia)
- O Nosso Reino, regia di Luís Costa (Portogallo)
- Sealskin, regia di Ugla Hauksdóttir (Islanda)
- Slough (Nukegara), regia di Haruna Tanaka (Giappone)
- The Last Mermaid, regia di Fi Kelly (Regno Unito)
- Una nuova prospettiva, regia di Emanuela Ponzano (Italia)

### Fuori concorso
- A Shot Through the Wall, regia di Aimee Long (Stati Uniti)
- Billie, regia di James Erskine (Regno Unito)
- Calibro 9, regia di Toni D'Angelo (Italia)
- Cleaners, regia di Glenn Barit (Filippine)
- Dal profondo, regia di Valentina Pedicini (Italia, 2013) – documentario
- Era ieri, regia di Valentina Pedicini (Italia, 2016) – cortometraggio
- Helmut Newton: The Bad and the Beautiful, regia di Gero Von Boehm (Stati Uniti, Germania)
- Il buco in testa, regia di Antonio Capuano (Italia)
- In the Mood for Love (Fa yeung nin wah), regia di Wong Kar-wai (Hong Kong, Cina, 2000)
- Racconto di Natale, regia di Carlo Ausino (Italia, 1997) – cortometraggio
- The Salt In Our Waters (Nonajoler Kabbo), regia di Rezwan Shahriar Sumit (Bangladesh, Francia)
- Toorbos, regia di Rene van Rooyen (Sudafrica)
- Torino violenta, regia di Carlo Ausino (Italia, 1977)
- Une dernière fois, regia di Olympe de G. (Francia)
- Vera de Verdad, regia di Beniamino Catena (Italia, Cile)

### Fuori concorso / doc
- Ezio Gribaudo - La bellezza ci salverà, regia di Alberto Bader (Italia)
- L'anfora di Clio, regia di Mario Acampa, Riccardo Alessandri (Italia)
- La rivoluzione siamo noi, regia di Ilaria Freccia (Italia)
- La scuola prossima, regia di Alberto Momo (Italia)
- My America, regia di Barbara Cupisti (Italia)
- Rione Sanità, le certezze dei sogni, regia di Massimo Ferrari (Italia)
- Suole di vento - Storia di Goffredo Fofi, regia di Felice Pesoli (Italia)
- Torino 20venti - Storie da un altro mondo, regia di Alessandro Bignami (Italia)
- Zona Franca, regia di Steve Della Casa (Italia)

### Fuori concorso / Tracce di teatro
- Quasi Natale, regia di Francesco Lagi (Italia)
- Un soupçon d’amour, regia di Paul Vecchiali (Francia)

### Fuori concorso / corti
- (R)Esisti, regia di Davide Bongiovanni (Italia)
- 39, regia di Anat Schwartz (Israele)
- Africa Bianca, regia di Filippo Foscarini, Marta Violante (Italia)
- Downbound Wayfarer, regia di Juan-Felipe Balcazar (Regno Unito, Colombia)
- Extra Sauce, regia di Alireza Ghasemi (Germania)
- Eyes of the Sea regia di Tang Li (Cina)
- Firul rosu, regia di Alexandra Fuscas (Romania)
- In the Image of God, regia di Bianca Rondolino (Italia)
- La virgen, la vieja, el viaje, regia di Natalia Luque (Cile, Stati Uniti, Spagna)
- Let Us Forget (Lass Uns Vergessen), regia di Marcus Hanisch (Germania)
- Scene da un laboratorio, regia di Luigi Barletta (Italia)
- Shut Up, regia di Noa Aharoni Maor (Israele)
- Silence, regia di Sean Lìonadh (Regno Unito)
- The Delivery (Teslimat), regia di Doğuş Özokutan (Cipro)
- The Bonefish, regia di Daniel Houghton (Stati Uniti)

### Fuori concorso / Film Commission Torino Piemonte
- 1974 1979. Le nostre ferite, regia di Monica Repetto (Italia)
- Nuovo cinema paralitico, regia di Davide Ferrario (Italia)

### Fuori concorso / Premio Maria Adriana Prolo
- Due scatole dimenticate - Un viaggio in Vietnam, regia di Cecilia Mangini (Italia)

### Le stanze di Rol
(Sezione che fa riferimento alle presunte capacità di Gustavo Adolfo Rol)
- Antidisturbios: Unità Antisommossa (Antidisturbios), regia di Rodrigo Sorogoyen – serie TV, 2 episodi
- Breeder, regia di Jens Dahl (Danimarca)
- El elemento enigmático , regia di Alejandro Fadel (Argentina)
- Fried Barry, regia di Ryan Kruger (Sudafrica)
- Funny Face, regia di Tim Sutton (Stati Uniti)
- Lucky, regia di Natasha Kermani (Stati Uniti)
- Mom, I befriended Ghosts (Mama, ya podruzhilas s prizrakami) regia di Sasha Voronov (Russia)
- Red Aninsri, or, Tiptoeing on The Still Trembling Berlin Wall, regia di Ratchapoom Boonbunchachoke (Thailandia)
- Regret, regia di Santiago Menghini (Canada)
- The Dark and the Wicked, regia di Bryan Bertino (Stati Uniti)
- The Oak Room, regia di Cody Calahan (Canada)
- The Philosophy of Horror - A Symphony of Film Theory, regia di Péter Lichter, Bori Máté (Ungheria)

### TFFdoc / Internazionale
- A Rifle and a Bag, realizzato da NoCut Film Collective (India)
- Mães do Derick, regia di Dê Kelm (Brasile)
- Mapping Lessons, regia di Philip Rizk (Egitto)
- Ouvertures, realizzato da The Living and the Dead Ensemble (Francia)
- The Last Hillbilly, regia di Diane Sara Bouzgarrou, Jenkoe Thomas (Francia)
- U slavu ljubavi, regia di Tamara Drakulić (Serbia)
- Un cuerpo estalló en mil pedazos, regia di Martín Sappia (Argentina)
- Zaho Zay, regia di Maéva Ranaïvojaona, Georg Tiller (Austria, Francia)

### TFFdoc / Italiana
- Al largo, regia di Anna Marziano (Italia)
- Da lontano, più forte, regia di Annamaria Macripò (Italia)
- Film, regia di Fabrizio Bellomo (Italia)
- I tuffatori, regia di Daniele Babbo (Italia)
- Kufid, regia di Elia Moutamid (Italia)
- La versione di Jean, regia di Manuela Cencetti, Jean Diaconescu, Stella Iannitto (Italia)
- Pino, regia di Walter Fasano (Italia)
- San Donato Beach, regia di Fabio Donatini (Italia)

### TFFdoc / Paesaggio
- A Machine to Live In, regia di Yoni Goldstein, Meredith Zielke (Stati Uniti)
- Backyard, regia di Khaled Abdulwahed (Germania)
- Dear Werner (Walking on Cinema), regia di Pablo Maqueda (Spagna)
- My Own Landscapes, regia di Antonine Chapon (Francia)
- Operation Jane Walk, regia di Robin Klengel, Leonhard Müllner (Austria)
- Sulle tracce di Goethe in Sicilia, regia di Peter Stein (Italia)
- Virar mar - Becoming Sea, regia di Philipp Hartmann, Danilo Carvalho (Brasile, Germania)

### TFFdoc / Fuori concorso
- Gunda, regia di Victor Kosakovskij (Norvegia, Stati Uniti)

### Italiana.corti
- 'Na cosa sola, regia di Giovanni Sorrentino (Italia)
- All’aldilà Diqua, regia di Alessandra Cianelli, Opher Thomson (Italia)
- Issa, regia di Stefano Cau (Italia)
- La tecnica, regia di Clemente De Muro, Davide Mardegan (Italia)
- Malumore, regia di Loris Giuseppe Nese (Italia)
- Non ce ne siamo resi conto, regia di Giordano Viozzi, Alfredo Dante Vallesi (Italia)
- Old Child, regia di Elettra Bisogno (Belgio)
- Srisaraya - Un balsamo per lo spirito, regia di Patricia Boillat, Elena Gugliuzza (Svizzera, Italia)

### Italiana.corti - Fuori concorso
- Theend, regia di Jacopo Benassi (Italia)

### Back to Life
(Film restaurati che tornano a vivere in tutto il loro splendore)
- Il federale, regia di Luciano Salce (Italia, Francia, 1961)
- La Suisse s'interroge, regia di Henry Brandt (Svizzera, 1964) – cortometraggio
- Il nero, regia di Giovanni Vento (Italia, 1967)
- Pioggia di luglio (Iûl'skij dožd'), regia di Marlen Chuciev (Unione Sovietica, 1967)
- Lo stagionale, regia di Alvaro Bizzarri (Svizzera, 1973) – documentario
- Avere vent'anni, regia di Fernando Di Leo (Italia, 1978)
- Blob - Omaggio a Antonella Rucci (Italia, 2020)
- Un brindisi georgiano, regia di Giuliano Fratini (Italia, 2020) – cortometraggio

### Masterclass
(Incontri con protagonisti e autori del cinema contemporaneo)
- Salam Cinema, regia di Mohsen Makhmalbaf (Iran, 1995)
- Alfabeto afgano (Alefba-ye afghan), regia di Mohsen Makhmalbaf (Iran, 2002)
- Coup 53, regia di Taghi Amirani (Regno Unito, Iran, 2019)
- Alla mia piccola Sama (For Sama), regia di Waad al-Kateab ed Edward Watts (Regno Unito, Stati Uniti, Siria, 2019)
- Il tempo degli inizi, allievi di Aleksandr Sokurov (Russia, 2020)

## Premi

### Torino 38
- Miglior film: Botox, regia di Kaveh Mazaheri
- Premio speciale della giuria: Sin señas particulares, regia di Fernanda Valadez
- Miglior attrice: Mercedes Hernandez per Sin señas particulares
- Miglior attore: Conrad Menicoffer per Camp de maci
- Miglior sceneggiatura: Botox, di Kaveh Mazaheri e Sepinood Najian
- Menzione speciale: Eyimofe (This Is My Desire), regia di Arie e Chuku Esiri

### Premi speciali
- Premio Fipresci: Moving on, regia di Dan-bi Yoon
- Premio Rai Cinema Channel: A Beter You, cortometraggio, regia di Eamonn Murphy (Irlanda, 2020)
- Premio Achille Valdata: Eyimofe (This Is My Desire), regia di Arie e Chuku Esiri
- Premio Stella della Mole per l'Innovazione Artistica: Isabella Rossellini

## Pubblicazioni
- 38 Torino Film Festival (PDF), Torino, Museo nazionale del cinema, novembre 2020.